# Spalující touha
Spalující touha (v anglickém originále Eyes Wide Shut) je epický film s prvky psychologického thrilleru, dramatu, erotiky a mysteriozity v britsko–americké koprodukci. Film byl natočen v roce 1999 podle novely Traumnovelle z roku 1926 od Arthura Schnitzlera. Příběh je přenesen z Vídně počátku 20. století do New Yorku 90. let. Film sleduje sexuální dobrodružství dr. Billa Harforda, který je šokován, když mu jeho manželka Alice odhalí, že o rok dříve uvažovala o milostné aféře. Dr. Bill Harford se vydává na noční dobrodružství, během kterého se dostane na sexuální orgie nejmenované tajné společnosti. V hlavních rolích se představil manželský pár Tom Cruise a Nicole Kidmanová.
Kubrick, který získal filmová práva na Dream Story v 60. letech, považoval předlohu za dokonalou pro natočení filmu na téma sexuálních vztahů. V 90. letech tuto myšlenku oživil. Najal si spisovatele Frederica Raphaela, aby mu pomohl s adaptací. Film byl natočen převážně ve Velké Británii, kromě některých exteriérových záběrů. Detailní napodobenina exteriérových scén ulice Greenwich Village, byla vyrobena v ateliérech Pinewood Studios. Produkce filmu v délce 400 dnů drží Guinnessův světový rekord pro nejdelší produkovaný film.
Režisér zemřel šest dní poté, co předvedl svůj finální snímek Warner Bros. Pictures, a byl to poslední film, který režíroval. Aby film získal ve Spojených státech hodnocení R, Warner Bros. Pictures digitálně změnilo několik sexuálně explicitních scén během postprodukce. Tato verze byla promítána 16. července 1999 a měla pozitivní reakce filmových kritiků. Celosvětové příjmy z kin činily asi 162 milionů dolarů. Nesestříhaná verze byla od té doby vydána ve formátech DVD, HD DVD a Blu-ray Disc. V České republice byl film uveden v roce 2000, s titulky (kino, DVD, TV) a dabingem (VHS).

## Děj
Dobře situovaný manželský pár dr. William „Bill" Harford (Tom Cruise) a jeho žena Alice Harfordová (Nicole Kidmanová) se chystají na večírek u svého přítele Victora Zieglera (Sydney Pollack). Jejich dceru Helenu (Marie Richardson) hlídá Roz (Jackie Sawiris).
Na večírku se přivítají s Victorem a jeho ženou Ilonou (Leslie Lowe). Během tance si dr. Harford všimne pianisty, je to jeho bývalý kolega ze studií medicíny Nick Nightingel (Todd Field), který fakultu nedokončil. Když dohraje hudba, Alice jde na toaletu a dr. Harford jde pozdravit Nicka. Během přátelského rozhovoru jsou vyrušeni obsluhou a Nick musí odejít. Ještě stihne sdělit dr. Harfordovi, že bude nějaký čas v Sonata Café. Alice se nudí, popíjí šampaňské, když ji osloví Sandor Szavost (Sky du Mont), známý Zieglerových. Tento muž s ní začne flirtovat a nepokrytě ji svádět. Během tance si Alice zahlédne svého manžela.
Dr. Harforda osloví dvě mladé ženy, jedna se představí jako Nuala Windsor (Stewart Thorndike). Obě ženy s ním začnou flirtovat a on se do této hry připojí. Alice dále tancuje se Sandorem. Dr. Harford odchází v doprovodu oněch dvou mladých žen. Když se ptá, kam jdou, jedna odpoví, že někde tam, kde končí duha. Doktora to zajímá a vyzvídá, kde to asi může být. Během rozverného hovoru jsou vyrušeni obsluhou, která jej žádá, aby s ním šel za Victorem Zieglerem.
V koupelně si Victor obléká kalhoty. Na pohovce leží nahá žena, která se jmenuje Amanda „Mandy" Curran (Julienne Davis), je v bezvědomím. Victor říká Billovi, že měli malou nehodu. Ten ji vyšetřuje a ptá se Victora zda žena požila nějaké drogy, alkohol. Bill Amandu přivádí k sobě. Mezitím na večírku dále tančí Alice s du Montem. Bill, Victor a Amanda jsou v koupelně. Bill ji promlouvá do duše. Doporučuje Victorovi, aby ji zde nechal ještě hodinu. Tomu se to nelíbí, ale souhlasí, současně žádá Billa, aby si vše nechal pro sebe. Alici se nelíbí sexuální nátlak du Monta, loučí se s ním se slovy, že měla asi moc šampaňského, a že musí najít svého muže.
Dr. Harford si další den v ordinaci přebírá poštu. Alice je doma s Helenou. On vyšetřuje pacienty. Ona se chystá na běžný den. Balí dárky. Večer spolu hovoří o včerejším večírku, Téhož večera, při kouření marihuany se Alice zeptá Billa, zda měl šanci si „zašoustat" s těmi dvěma dívkami, které potkal včera na večírku. Ona si myslí, že s nimi něco měl, protože po jej nějaký čas na večírku neviděla. Bill ji uklidňuje, že s něčím pomáhal Victorovi. Na oplátku se zeptá na muže se kterým tančila. Alice mu řekne kdo to byl, že s ní chtěl mít sex, v tom domě, někde nahoře. Bill úsměvně pronese, že tedy chtěl „šukat jeho ženu“, že je to pochopitelné, protože je krásná. To se dotkne Alice, nechápe, že to, že je krásná, znamená, že s ní musí hned každý muž chtít souložit. Schyluje se k hádce. Bill ji uklidňuje, že je do ní zamilovaný, jsou manželé a že by ji nikdy nelhal. Alice je naštvaná, evidentně nepochopila, co jí Bill právě řekl, ale myslí si, že jediný důvod proč nesouložil s těmi modelkami, je ohled na ni.
Alice Harfordová svěří se svými erotickými touhami Billovi, v nichž si představuje sex s důstojníkem námořnictva, kterého potkali během jejich dovolené na Cape Cod. Přiznává se, že by možná byla schopná kvůli němu i opustit rodinu. Bill je šokovaný. Ještě téže noci je zavolán ke své známé Marion Nathanson (Marie Richardson), které právě zemřel otec. Odchází jí kondolovat, následně odmítá její milostnou nabídku a vydává se do temných newyorských ulic. Snaží se s celou situací vyrovnat.
Při noční procházce se seznámí s prostitutkou Domino (Vinessa Shaw) a skončí v jejím bytě. K ničemu však nedojde, neboť je vyrušen telefonátem manželky na jeho mobilní telefon. Cestou zpět domů si ještě zajde do nočního baru Sonata Café na skleničku. V tomto baru je zaměstnán, jako pianista, jeho kamarád ze studií. V průběhu jejich rozhovoru Nick přijímá telefonické instrukce na utajenou párty „vyšší" společnosti. Když se ho dr. Harford ptá o co jde, Nick mu říká, že o tom nesmí mluvit, ale že už ve svém životě viděl pár zajímavých věcí, ale nikdy, nikdy nic takového. Dr. Harford jej přemlouvá, aby mu řekl více, resp. aby jej dostal na onu párty. Snaží se získat heslo a místo konání. Po naléhání mu Nick sděluje heslo (fidelio) a podmínku ke vstupu. Každý z příchozích totiž musí být v plášti a mít karnevalovou masku benátského typu. Dr. Harford si vše potřebné obstará v půjčovně rekvizit u naturalizovaného američana pana Miliche (Rade Šerbedžija). Tam dojde i k malé epizodce, kdy je při sexuálních hrátkách přistižena jeho nezletilá dcera (Leelee Sobieski) s dvěma neznámými Asiaty. Milich ztropí scénu, chce na ně zavolat policii.
Dr. Harford se nechává taxíkem zavézt k aristokratickému sídlu. Sdělí heslo a je vpuštěn přes bránu. Vrátní po něm chtějí druhé heslo, on v domnění, že je vstup na párty zajištěn jen jedním heslem, zopakuje původní. Je vpuštěn do domu. Zde jej osloví neznámá žena a říká mu, že si asi neuvědomuje v jakém je nebezpečí, že nemůže všechny kolem oklamat, a bylo by lepší, aby ihned odešel. Dr. Harford vyzvídá, kdo je a proč mu chce pomoct. Ona jen odpoví, že to není důležité, ale že je důležité, aby ihned odešel. Sama odchází do chodeb domu.

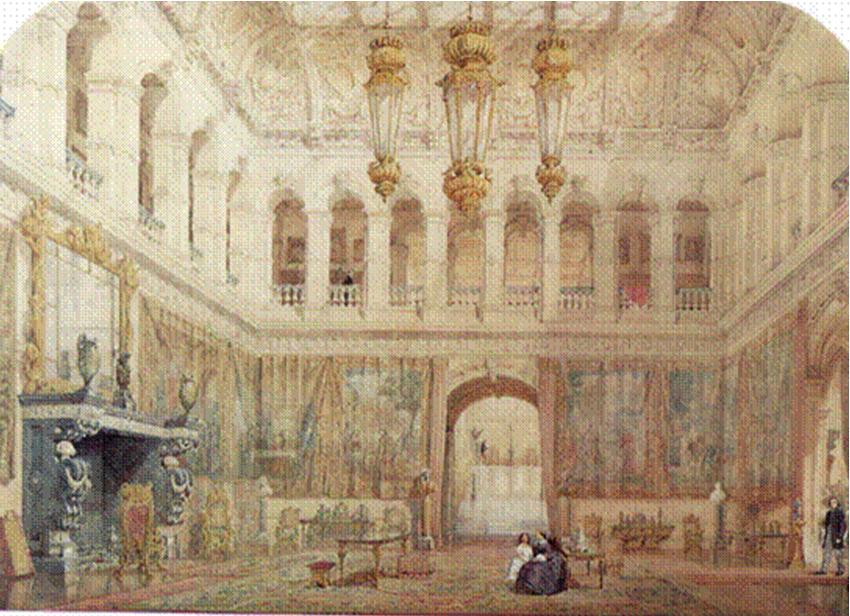
Velký sál v Mentmore, kde se odehrával obřad.

Když dr. Harford prochází domem, v mnoha místnostech dochází k bakchantským sexuálním orgiím. Ženy zde mají jen benátskou masku, nebo škrabošku. Společnost, která se zde sešla, zde není jen kvůli sexuálnímu potěšení, ale kvůli dotyku s tajemnem a se smrtí. Po chvíli je dozorci vyzván, aby sešel do hlavního sálu, kde musí odhalit svou totožnost. Muž v červeném plášti (Leon Vitali) jej osloví, aby mu sdělil heslo. Dr. Harford heslo zopakuje, Muž v červeném plášti je odsouhlasí, ale s tím, že jde o heslo pro vstup. Ptá se jej na heslo pro dům. Dr. Harford říká, že jej asi zapomněl. Na to Muž v červeném plášti odpoví, že je to nešťastné! Nezáleží na tom, zda heslo zapomněl, nebo jestli heslo nikdy neznal. Vyzve jej, aby si sundal masku. Dr. Harford si pomalu odstraňuje masku. Muž v červeném plášti na něj hovoří nepříjemným hlasem a dává mu příkaz, aby se svlékl. Dr. Harford je značně nervózní a žádá, aby to nemusel udělat. Je upozorněn, že by to měl udělat, aby to oni nemuseli udělat za něj. Nečekaně se z balkónu ozve žena, společnice, která ho provázela a nabídne, že vykoupí jeho odchod sama sebou. Muž v červeném plášti se oné ženy zeptá, zda je připravena jej vykoupit a zda si uvědomuje co na sebe tímto krokem bere. Žena jen odpoví, že ano. Muž a ostatní osoby v maskách umocní atmosféru v sále souhlasným hlesnutím. Dozorci odvádí ženu z místnosti. Muž v červeném plášti promlouvá k dr. Harfordovi a varuje jej, že pokud bude po tomto místě pátrat, nebo někomu řekne o tom, co zde večer viděl, bude to mít velmi vážné následky pro něj a jeho rodinu! Očekává souhlas, že to pochopil, ale místo toho se dr. Harford zeptá na osud oné ženy. Muž odpoví, že nikdo teď nemůže změnit její osud. Když zde byl slib, měl by být vždy dodržen. Sděluje dr. Harfordovi, že pokud jde o něj, je svobodný a může jít.
Dr. Harford zmateně odchází a neví, co se s dívkou stane. Této společnici jménem Amanda „Mandy“ Curren (Julienne Davis), bývalé Miss New York, před nedávnem zachránil život po předávkování drogami. Stalo se to na párty jeho přítele Victora Zieglara (Sydney Pollack), se kterým měla také sex. Možná proto se ho nyní zastala. Domů se dr. Harford dostává až nad ránem. Je ještě více v šoku, než byl před pár hodinami.
Když přijde domů, jde se nejprve podívat na svou dceru Helenu (Madison Eginton). Prochází bytem, jde do obývacího pokoje, kde do skřínky schovává věci, které měl s sebou na párty. Pak jde do ložnice za Alicí. Ta se probouzí. Chvíli spolu hovoří. Je rozrušená. Vypráví mu sen, který se jí zdál: Byli v opuštěném městě, zcela bez oblečení, nazí. Říká mu, že byla vyděšená, že se na něj zlobila, protože si myslela, že to byla jeho chyba. Později, když Bill odešel, se ten změnil v příjemný pocit, kdy byla v krásné zahradě, ležela na slunci. Přišel k ní námořní důstojník, který se jí vysmíval. Alice se rozpláče a Bill na ní naléhá, aby mu řekla i zbytek snu. Alice mu řekne, že se s ním pomilovala, že tam byli ještě další muži, kteří souložili a že se ona přidala k nim. Bill je v šoku, hrůzou bez sebe. Alice mu říká, že věděla, že ji může vidět, když souloží s jinými muži. Pak se v tom snu začala velice smát. Po celou dobu, kdy to Alice říká Billovi, vzlyká. Objímá jej.
Ráno dr. Harford jde vrátit plášť a masku, půjčovna je ještě zavřená. Zajde si na kávu do nedalekého bistra, kde se od servírky dozví, kde bydlí jeho kamarád Nick Nightingale. Zajde do hotelu, od recepčního se dozví, že se již odhlásil. Přišel kolem půl páté ráno, byli s ním dva muži, velmi vysocí, kteří byli zdvořilí a hovořili vybranou řečí. Recepční poznamená, že to byli muži, se kterými si není radno zahrávat. Také řekne dr. Harfordovi, že jeho kamarád Nick měl modřinu v obličeji. Ti dva jej naložili do auta a odvezli. Doktor odchází z hotelu a jde vrátit kostým. Pan Milich vše převezme, ale upozorní jej, že chybí maska. Vystaví mu účet. Při placení z vedlejší místnosti vyjde jeho dcera, pozdraví se s ním a za ní vyjdou dva Asiaté, se kterými byla přistižena. Milich se s nimi rozloučí, popřeje jim pěkné Vánoce a Štastný Nový rok. Dr. Harford je překvapen jeho přístupem, protože ještě pár hodin tomu chtěl na ně zavolat policii. Milich mu říká, že věci se mění, a že když bude příště chtít i něco jiného než masku, může se na něj obrátit, podívá se na dceru.
Dr. Harford je ve své ordinaci, živě si představuje, jak se jeho žena Alice miluje s námořním důstojníkem. Jeho sekretářka mu přináší oběd. Doktor ji požádá, aby jeho odpolední pacienty převzal jeho kolega, a aby mu nechala přistavit vůz, se kterým později jede k domu, kde se konala párty. Stojí před bránou, kde si všimne kamer. Po chvíli přijíždí k bráně Rolls-Royce a muž, který z něj vystoupí mu předává obálku. Ten se pak beze slova se vrátí do vozu a vůz couvá zpět do areálu. Na obálce je napsáno Dr. William Harford. Otevírá obálku, kde je text, že: jeho pátrání je zbytečné, že by toho měl nechat, že je to druhé varování a snad v jeho zájmu dostačující.
Večer se vrací domů. Pozdraví se s ženou a dcerou. Z kuchyně pozoruje, jak spolu dělají úkoly, ale v hlavě se mu opakují slova, která mu řekla Alice o svém snu, že kolem ní všichni souložili a ona rovněž. Doktor se vrací do své ordinace. Opět si přehrává scénu, kde má jeho žena sexuální styk s jiným mužem. Zvedne telefon a zavolá Marion Nathanson. Zvedne to její přítel Carl, a dr. Harford zavěsí. Z ordinace jede za prostitutkou Domino, která není v bytě, ale otevře mu její spolubydlící. Pozve jej dál. Flirtují spolu, on se ji dotýká. Spolubydlící mu sdělí, že neví, kdy se Domino vrátí, ale že ví zcela jistě, že se ráno dozvěděla, že je HIV pozitivní.
Domů jde dr. Harford pěšky. Všimne si, že jej sleduje neznámý plešatý muž. Chce si zastavit taxi, ale všechny kolem něj jen projedou. V trafice si koupí noviny, kde na titulní stránce je titulek „LUCKY TO BE ALIVE“.Vstoupí do kavárny, kde si v novinách přečte o smrti Mandy: „Ex-beauty queen in hotel drugs overdose". Vydává do místní nemocnice, kde se na recepci ptá pro své pacientce Amandě Curren. Recepční mu sděluje, že zemřela odpoledne v 15:45. Zřízenec jej odvádí na patologii. Při odchodu z nemocnice jej zastihne telefonát z domu jeho přítele Victora Zieglera s žádosti, aby se u něj ještě v ten večer zastavil.
Victor Ziegler jej přivítá v místnosti, kde právě hraje kulečník. Nabídne mu pití. Vedou spolu nezávaznou konverzaci až do chvíle, kdy mu Victor řekne o čem s ním potřeboval hovořit. Bill si myslí, že má Victor nějaký zdravotní problém, ale on mu vysvětlí, že to vlastně on, Bill, má problém. Jasně a otevřeně mu řekne, že ví co se stalo minulou noc. A že ví, kde byl od té doby. Že si myslí, že má asi mylnou představu o jedné, nebo dvou věcech z onoho večera. Bill na něj nervózně slovně zaútočí, že vůbec neví o čem mluví. Předstírá neznalost. Victor je upozorňuje, že nemá smysl hrát nějaké hry. Že byl v onom domě a všechno viděl. Je rozzlobený z toho, že netuší, jak se to dozvěděl, nebo jak se vlastně mohl dostat dveřmi do domu. Pak mu připomene, že jej viděl s oním klavíristou u něj na párty, a že mu pak vše došlo. Bill se snaží vzít vinu na sebe, že na Nicka naléhal. Victor pronese něco o tom, že byla chyba jej doporučit a že ví, že za ním byl v hotelu. Bill je šokován a překvapen z toho, co vše Victor ví. Ptá se jej na to a dostává odpověď, že jej sledoval, pro jeho vlastní dobro, že nechce aby se mu něco stalo. Bill se ptá na to, kde je Nick, že byl poraněn na tváři. Na to mu Victor odpoví, že je v letadle do Seattle a že to zranění, je to nejmenší, co se mu mohlo stát. Victor mu říká, že by raději ani neměl chtít vědět jména lidí, kteří na párty byli, protože by pak moc dobře nespal. Bill se jej ptá na druhé heslo, resp. na to, co jej prozradilo. Zda to bylo to druhé heslo. Victor mu odpovídá, že ne zcela. Tedy ne, že to, že jej neznal, ale proto, že druhé heslo neexistovalo. Prozradilo jej to, že přijel na párty taxíkem, zatím co ostatní přijeli v limuzínách a také to, že v plášti nechal lístek z půjčovny.

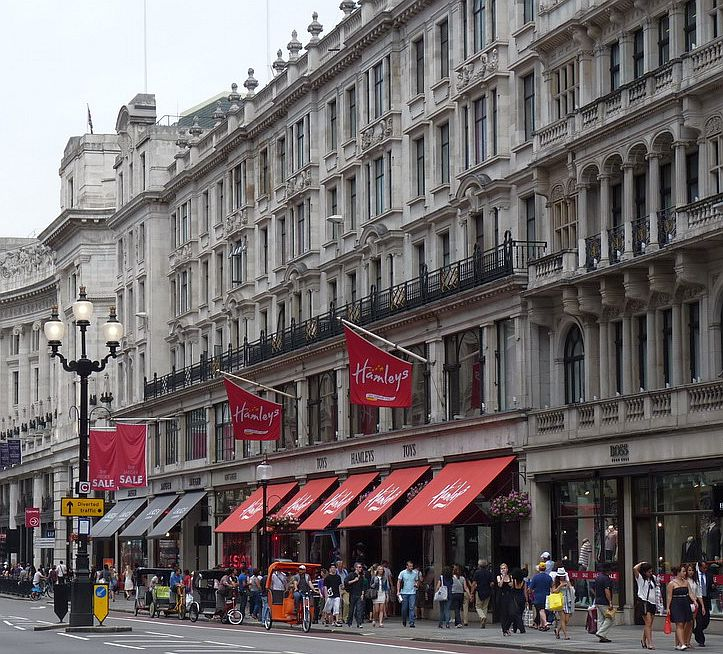
Hamley´s, Regent Street, Londýn

Bill se zeptal na osud ženy, která s ním byla na párty. Co se s ní stalo. Victor mu suše sdělí, že to byla šlapka. Také to všechno ostatní co se později odehrálo, bylo jen divadlo, šaráda. Bill mu nevěří, ptá se proč by to dělali. Na to mu Victor odpoví, že účelem bylo vyděsit jej k smrti. Aby tiše mlčel o tom, kde byl a co viděl. Bill na něj slovně útočí, zda ta žena ležící v márnici, je ona žena z večírku. Ptá se jej, zda mu něco neuniká, že to nechápe. Ptá se Victora, že když označuje večírek jako „šarádu" a pokračuje: „jaký druh šoustací šarády skončí s tím, že někdo zemře?" Viktor je rozzlobený a defenzivní. Snaží se mu celou situaci vysvětlit, že posledních 24 hodin bylo pro něj dost náročných, že se dostal do pěkného maléru. Že ona žena, kterou na večírku poznal a ona se za něj „obětovala", resp. její oběť neměla nic společného s její skutečnou smrtí. Že když on (dr. Harford) opustil párty, byla v pořádku. V dalších minutách hovoru se Viktor snaží celou událost zlehčovat, mluví o prostém předávkování, že byla feťačka. Našli ji v pokoji, který byl zamčený zevnitř. Policie je spokojená. Konec příběhu. Dodává, že u ní to byla jen otázka času. Zdůrazňuje, že nikdo nikoho nezabil. Jen někdo zemřel, to stává pořád. Život jde dál. Varuje jej, aby zanechal dalšího pátrání.
V ložnici spí Alice, vedle ní na polštáři leží Billova maska, kterou měl na párty. Doktor se vrací domů. Projde bytem, vejde do ložnice. Ztuhne, když uvidí na polštáři masku. Sedne si na postel a rozpláče se. Alice se probudí. Bill se zhroutí a říká své ženě, že jí všechno řekne. Když pak spolu sedí v obývacím pokoji, Alice kouří cigaretu a zajímá ji jen její dcera Helena, a to, že ji vezmou na nákupy,

Poslední scéna se odehrává při nakupování vánočních dárků s dcerou Helenou v hračkářství, kde si manželé vyměňují názory na skutečně prožité i snové příhody. Očistec z těchto prožitých duchovních otřesů posledních dnů jako by měl vymazat pouhý fyzický sexuální akt, což se odráží v úplně posledním dialogu filmu: 

| Alice Harford: Důležité je: že jsme teď vzhůru a plní naděje ... Dlouho dopředu. (The important thing is: we're awake now. And hopefully... for a long time to come.) Dr. Bill Harford: Navždy. (Forever.) Alice Harford: Navždy? Hmm ... (Forever? Hum ...) Dr. Bill Harford: Navždy! (Forever!) Alice Harford: Hmmm .... Nepoužívej to slovo. Víš? Děsí mě. Ale miluji tě ... a víš, je tu něco velmi důležitého, co potřebujeme co nejdřív udělat. (Hum... Let's not use that word. You know? It frightens me. But I do love you. And, you know, there's something very important that we need to do as soon as possible.) Dr. Bill Harford: Co je to? (What's that?) Alice Harford: Šukat. (Fuck.) |

## Obsazení
Řazeno podle toho, jak se objevovali ve filmu.
| Tom Cruise            | dr. William „Bill" Harford, manžel Alice, lékař, ortoped |
| Nicole Kidman         | Alice Harford, Billova manželka                          |
| Madison Eginton       | Helena Harford, dcera Billa a Alice                      |
| Marie Richardson      | Marion Nathanson, pacientka dr. Harforda                 |
| Sydney Pollack        | Victor Ziegler, Billův přítel                            |
| Stewart Thorndike     | Nuala, modelka na večírku u Victora Zieglera             |
| Louise J. Taylor      | Gayle, modelka na večírku u Victora Zieglera             |
| Rade Šerbedžija       | pan Milich, majitel obchodu s kostýmy                    |
| Leelee Sobieski       | Milichova dcera                                          |
| Todd Field            | Nick Nightingale, spolužák Billa, nájemný klavírista     |
| Vinessa Shaw          | Domino, prostitutka                                      |
| Kevin Connealy        | Lou Nathanson, pacient dr. Harforda                      |
| Julienne Davis        | Amanda „Mandy" Curran, bývalá miss, luxusní prostitutka  |
| Sky du Mont           | Sandor Szavost, Billův známý, který flirtuje s Alicí     |
| Leon Vitali           | hlavní inkvizitor, Muž v červeném plášti (Red Cloak)     |
| Jackie Sawiris        | Roz                                                      |
| Thomas Gibson         | Carl Thomas                                              |
| Fay Masterson         | Sally                                                    |
| Lisa Leone            | Lisa, recepční                                           |
| Michael Doven         | Zieglerův asistent                                       |
| Randall Paul          | Harris                                                   |
| Abigail Good          | tajemná žena                                             |
| Brian W. Cook         | Tall Butler                                              |
| Gary Goba             | námořní důstojník, milenec v představě Alice             |
| Leslie Lowe           | Illona                                                   |
| Alan Cumming          | recepční v hotelu                                        |
| Carmela Marner        | servírka v Sonata Café                                   |
| Donna Clarissa Ground | dívka v masce „Buxom Girl"                               |
| Cindy Dolenc          | dívka v Sharky´s                                         |
| Togo Igawa            | japonský muž č.1                                         |
| Eiji Kusuhara         | japonský muž č.2                                         |
| Angus MacInnes        | dveřník                                                  |
| Peter Godwin          | principál obřadu v maskách                               |
| Kate Charman          | principál obřadu v maskách                               |
| Treva Etienne         | pracovník v márnici                                      |
| Sam Douglas           | taxikář                                                  |
| Christiane Kubrick    | žena sedící před dr. Harfordem v kavárně                 |
| Peter Benson          | vůdce bandy                                              |

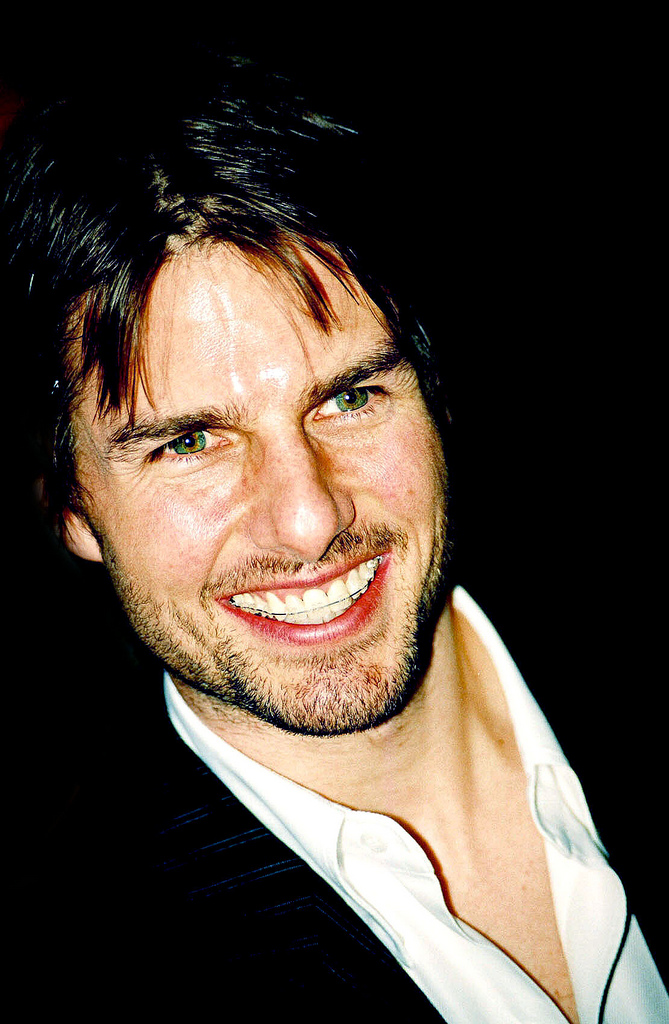
Tom Cruise (2000): dr. William „Bill" Harford
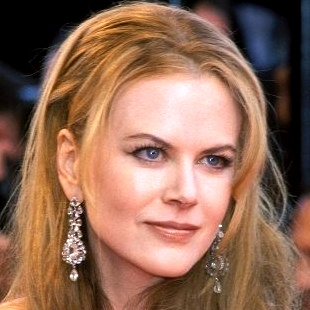
Nicole Kidman (2001): Alice Harford
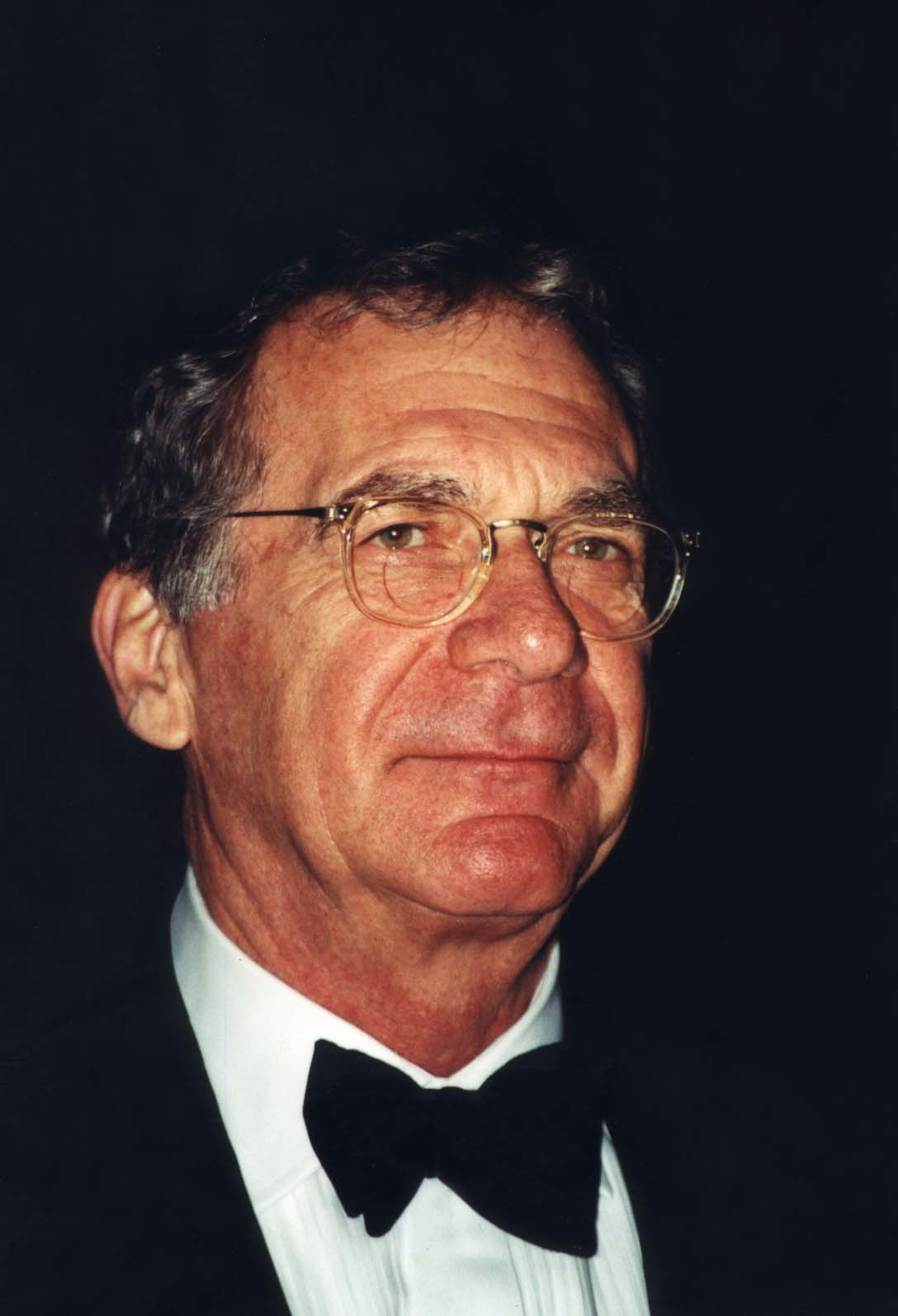
Sidney Pollack (2000): Victor Ziegler
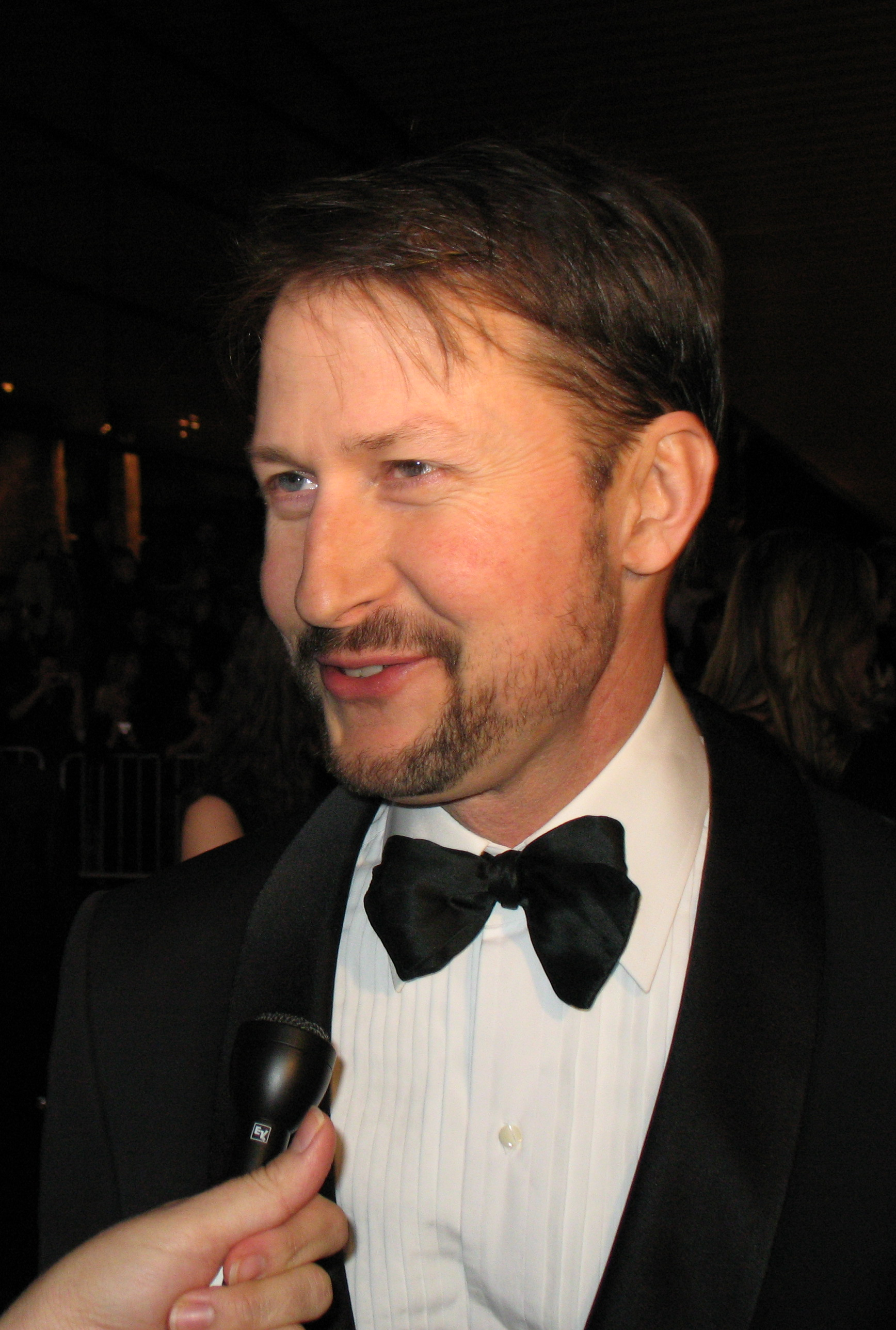
Todd Field (2007): Nick Nightingale
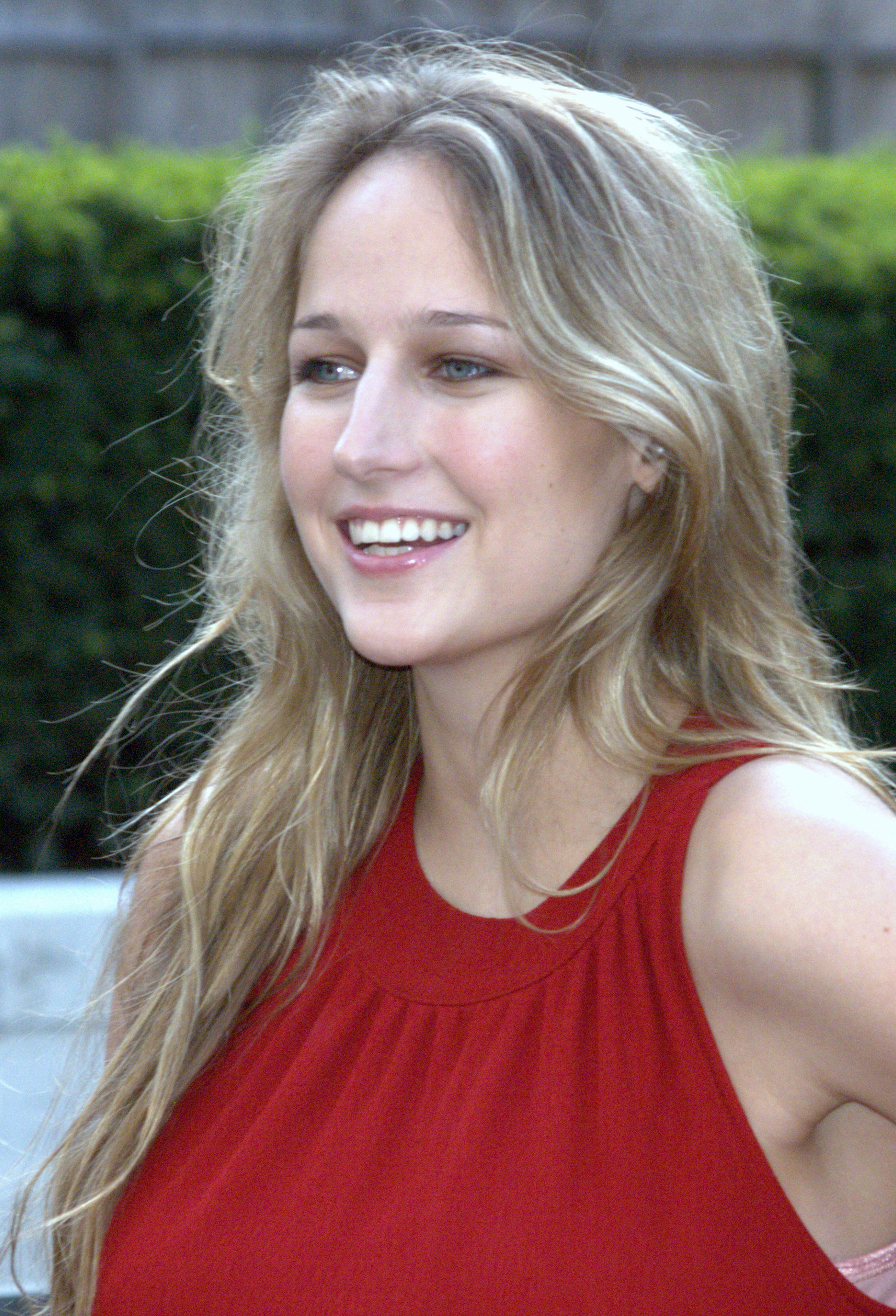
Leelee Sobieski (2009): Milichova dcera
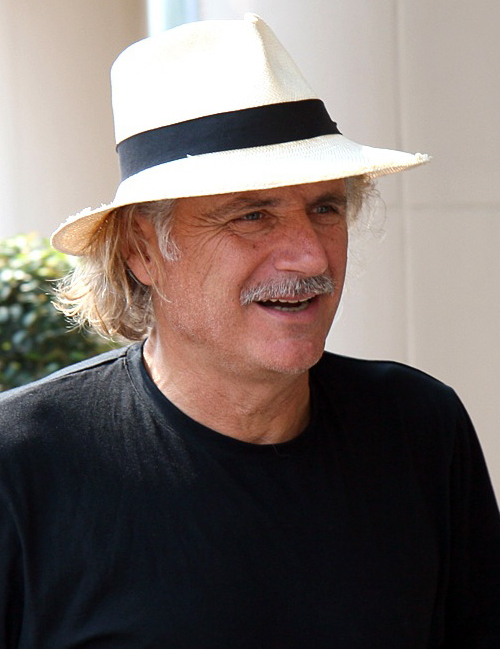
Rade Šerbedžija (2007): pan Milich
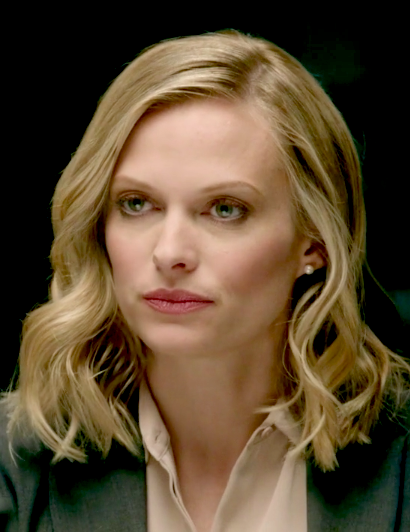
Vinessa Shaw (2013): prostitutka Domino

## Produkce filmu

### Námět
Stanley Kubrick měl zájem o natočení filmu na téma sexuálních vztahů již v roce 1962, během produkce Dr. Divnoláska aneb jak jsem se naučil nedělat si starosti a mít rád bombu (1964), na projektu začal pracovat poté, co si v roce 1968 přečetl Dream Story od Arthura Schnitzlera, když hledal téma, které by uskutečnil po natočení 2001: Vesmírná odysea (1968). Kubrick se zajímal o adaptaci příběhu, s pomocí tehdejšího novináře Jaye Cockse koupil filmové práva k tomuto románu.

### Adaptace
Předlohou k filmu se stala kniha Snová novela, rakouského psychologa a spisovatele Arthura Schnitzlera, z roku 1926. Kubrick hodlal tento snímek natočit již na konci 60. let, ale zrealizoval ho až na přelomu milénia.
- Původní děj se ve Schnitzlerově knize odehrává ve Vídni a jejím okolí ve 20. letech 20. století.
- Manželský pár se jmenuje Fridolín a Albertina a žijí v klasickém bytě nižší střední třídy na předměstí, nikoli v luxusnějším městském bytě v centru města.
- Přiznání Albertiny k erotickému snu se vztahuje k věku její adolescence a tím mužem, se kterým se měla milovat nebyl námořní důstojník.
- Žena, která zachrání Fridolina během duchovně–sexuálního rituálu, je v novele převlečena do kostýmu jeptišky.

### Casting
Když prezident společnosti Warner Bros Terry Semel schválil produkci filmu, požádal Kubricka, aby film natočil s filmovými hvězdami, tak jak to udělal s Jackem Nicholsonem ve filmu Osvícení (1980). Herci, kteří byli v hlavních rolích měli souhlasit s podepsáním smluv s otevřeným ukončením, tedy zavázali se pracovat na projektu tak dlouho, jak to bude vyžadovat režisér.
Jméno dr. Harforda je složeninou jména Harrison Ford. Stanley Kubrick měl vizi, že by hlavní postava mohla vypadat jako on. Přesto Harrisona Forda s nabídkou nikdy neoslovil. Pro role dr. Harforda a jeho ženy Stanley Kubrick chtěl původně obsadit Alec Baldwina a Kim Basingerovou. Pro roli dr. Williama Harforda se uvažovalo také o Johnnym Deppovi. Ve finále se Kubrick rozhodoval mezi herci Stevem Martinem a Tomem Cruisem. Nakonec se režisér rozhodl pro Cruise a Kidmanovou. Tom Cruis byl v Anglii, protože jeho žena Nicole Kidman tam natáčela Portrét dámy (The Portrait of a Lady 1996). Nakonec se oba, po setkání s Kubrickem, rozhodli ve filmu vystoupit.
Vincent D'Onofrio, který hrál Leonarda "Private Pyle" Lawrence v Kubrickově předchozím filmu Olověná vesta (1987), měl pro Cruise a Kidmanovou tuto radu: „Pronajměte si dům nebo byt, protože na chvíli budete bydlet ve Velké Británii.“ Tom Cruise a Nicole Kidman kvůli dlouhému natáčení strávili ve Velké Británii více času, než chtěli, jejich 2 děti získaly anglický akcent.
Aby režisér připravil hlavní postavy na své role, připojil se k psychoanalytickým sezením k Tomem Cruisem a Nicole Kidmanovou, kde je nechal přiznat si své obavy ze vztahů a z jejich skutečného manželství. Podle Kidman to bylo brutálně čestné a rozmazalo to hranici mezi nimi a jejich smyšlenými postavami. Oba se zavázali, že nikdy neodhalí to, o čem diskutovali během těchto sezení. Informace o rozpadu manželství Toma Cruise a Nicole Kidmanové bylo bulvárem přičítáno tomuto filmu. Stanley Kubrick přiměl manželský pár, aby vnesli do svých rolí i něco z běžných neshod v manželství. Nicole Kidmanová se vyjádřila, že natáčení filmu bylo „brutálně upřímnou“ anti-terapií. Tom Cruise a Nicole Kidman byli během natáčení značně nesví, když měli být v přítomnosti jiných nahých lidí, zejména pak Kidmanová ve scéně s námořním důstojníkem, Cruise pak ve scénách, kde se odehrávaly orgie. Herci požadovali přítomnost toho druhého, když se natáčely tyto scény. Stanley Kubrick to zamítl, protože by tím umožnil Cruiseovi žárlit, když jeho žena filmovala s námořním důstojníkem.
Dalšími herci, se kterými se ve filmu počítalo byla Jennifer Jason Leigh, Harvey Keitel a Woody Allenem. Kvůli časovým komplikacím při plánování natáčení, odmítl natáčení Keitel kvůli dotáčení Graceland (1998), pak Leigh kvůli filmu eXistenZ (1999). Oba byli nahrazení Sydneym Pollackem a Marii Richardson..
Role Mandy byla nabídnuta modelce Evě Herzigové, ta ji ale odmítla kvůli velkému množství nahých scén. Kubrick z nich nechtěl ustoupit, proto se nedohodli.
Herec Rade Šerbedžija nadaboval sám sebe do italské verze filmu. Sky Dumont daboval svou postavu do německé verze.

### Natáčení

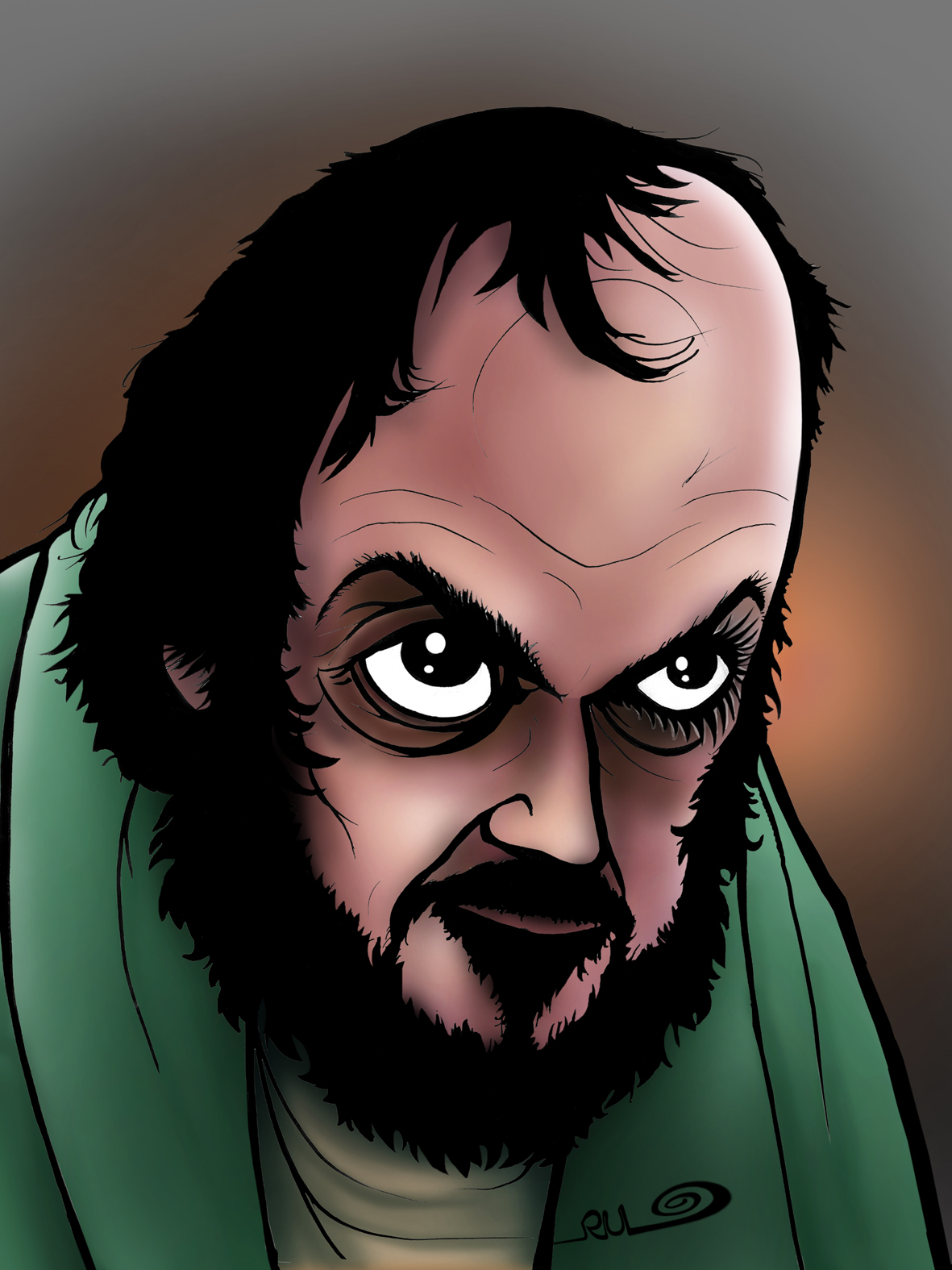
Stanley Kubrick

Filmování začalo v listopadu 1996. Kubrickův perfekcionismus vedl k častému přepisování scénáře a také většiny scén, které vyžadují opakované záběry. Samotné filmování trvalo mnohem déle, než se čekalo. Např. Vinessa Shaw byla zpočátku smluvně zavázána k natáčení na dva týdny, ale natáčela dva měsíce. Zatímco Alan Cumming, který se objeví v jedné jediné scéně, byl pozván na šest natáčecích dnů. Natáčení bylo dokončeno v červnu 1998. Společnost Guinness World Records zapsala Eyes Wide Shut jako nejdelší natáčené filmové dílo: „400 dní, tedy po dobu více než 15 měsíců, nepřetržitě 46 týdnů."
Kubricka perfekcionismus vedl k tomu, aby dohlížel na každý vizuální prvek, který by se objevil v daném filmové scéně, od rekvizit a nábytku, po barvu stěn a jiných objektů. Jedním z takových prvků byly masky používané ve scénách, kde se odehrávají orgie. Masky byly inspirovány maskami s karnevalovými kuličkami, přesně tak, jak jsou popsány v románu. Kostýmní návrhářka Marit Allenová řekla, že Kubrick cítil „že se to v této scéně hodí, a že jsou součástí imaginárního světa". Tím nakonec vytvářejí dojem ohrožení, ale bez nadsázky. Mnoho masek bylo použito tzv. benátského karnevalového typu. Byly výrobci odeslány do Londýna, kde Kubrick rozhodl, kdo by který typ měl nosit. V jedné scéně jsou na výzdobě místnosti vyobrazeny obrazy Kubrickovy manželky Kristýny (Christiane Kubrick) a jeho dcery Kateřiny (Katharina). Ve scéně v ordinaci, kde dr. Harford vyšetřuje mladého chlapce, je maminka stojící v pozadí, kterou si zahrála nevlastní dcera samotného režiséra Katharina Kubrick a mladého pacienta ztvárnil její syn Alexander.
Biliárová scéna mezi Cruisem a Pollackem, která ve filmu trvá 13 minut se točila celé 3 týdny. Tom Cruise nebyl jediný herec, který natáčel desítky záběrů. Vinessa Shawová, která hrála prostitutku Domino, si vzpomněla, že měla až 90 záběrů na jednu scénu.
Během natáčení mohl být na scéně jen nejnutnější počet lidí. Režisér svolil, aby Paul Thomas Anderson, který chystal film Magnolia, byl přítomen na natáčení. Když se ptal Kubricka, zda vždy pracuje s tak malým počtem lidí, on mu odpověděl: „Kolik lidí potřebujete Vy?" Paul Thomas Anderson pak řekl, že se cítil jako hollywoodský kretén.
Po dokončení natáčení vstoupil režisér do prodlouženého postprodukčního procesu. Ten trval téměř rok. Dne 1. března 1999 Kubrick ukázal poslední verzi Tomu Cruisovi a Nicol Kidman, stejně jako vedoucím pracovníkům společnosti Warner Bros. Režisér zemřel o šest dní později.
Podle Nicol Kidmanové, kdyby Stanley Kubrick nezemřel, asi by předělával tento snímek stále. Podobně jako film Osvícení (1980). Doslova řekla: „Pořád si pohrával s filmy, které natočil před desítkami let. Nikdy nebyl hotový. Nikdy to nebylo dost dokonalé."

### Lokace
Přestože se celý děj odehrává v New Yorku, byl natáčen převážně v Londýně. Důvodem byl Kubrickův strachu z létání. Newyorská scéna byla provedena v londýnských studiích Pinewood Studios, které zahrnovaly také detailní stavby z Greenwich Village. Jeho perfekcionismus šel tak daleko, že posílali na Manhattan pracovníky, aby změřili šířky ulic a poznamenali si umístění novinových automatů. Skutečný záběr New Yorku byl pak promítán na pozadí scén, kde je Tom Cruis. Po dokončení filmování následovala silná kampaň na utajení obsahu filmu. S dokončováním pomáhal Kubrickovi jen malý tým. Pro konkrétní scény byla použita místa jako např.:
| Scéna | Čas ve filmu | Adresa místa natáčení                                       | GPS                   |
| --- | ------------ | ----------------------------------------------------------- | --------------------- |
| Dům Victora Zieglera, kam jde dr. William Harford se svou ženou Alicí, na večírek.                            | 00:02:43     | Madison Avenue, New York, USA                               | 40.749634, -73.981677 |
| Somerton, místo kam dr. William Harford přijíždí na tajný obřad.                                              | 01:11:37     | Mentmore Towers, Mentmore, Leighton Buzzard, Velká Británie | 51.868363, -0.689853  |
| Hotel, kde dr. William Harford hledá svého přítele Nicka Nightingala.                                         | 01:41:30     | Washington Square Hotel, Waverly Plsvr, New York, USA       | 40.732317, -73.998881 |
| Půjčovna kostýmů, kam jde Dr. William Harford jde vrátit vypůjčenou garderóbu.                                | 01:45:07     | Pinewood Studios, Pinewood Road, Iver, Velká Británie       | 51.546236, -0.533342  |
| Když dr. William Harford hledá svého přítele, přijíždí k bráně, která vede do domu, kde se konal tajný obřad. | 01:49:16     | Transport Research Laboratory, Wokingham, Velká Británie    | 51.382092, -0.777529  |
| Dr. William Harford je na ulici pronásledován neznámým mužem. Ten právě míjí Nicon House                      | 02:02:00     | Worship Street, Londýn, Velká Británie                      | 51.522147, -0.085726  |
| Dr. William Harford a jeho žena Alice vzali svou dceru na vánoční nákupy do hračkářství.                      | 02:23:05     | Hamley´s, Regent Street, Londýn, Velká Británie             | 51.512839, -0.140023  |
| Greenwich Village                                                                                             |              | Hatton Garden, Londýn, Velká Británie                       | 51.520117, -0.108408  |
| Scény z tajného obřadu                                                                                        |              | Elveden, Thetford, Velká Británie                           | 52.385104, 0.679737   |

- Byt dr. Harforda a jeho ženy Alice, byl postaven dle skutečného bytu v New Yorku, kde žili Stanley Kubrick a jeho rodina na počátku šedesátých let, než se trvale přestěhovali do Anglie.[17]
- Scéna, ve které se odehrává rituál a orgie, byla natočena v domě, který patřil bankéřské rodině Rothschildů. Dům známý jako Mentmore Towers byl postaven pro barona Mayer Amschel (Muffy) de Rothschild (29. června 1818 – 6. února 1874) v letech 1852 až 1854.[17][21][22]
- Poslední scéna v hračkářství, byla skutečně natáčena v hračkářství Hamley´s v Londýně.

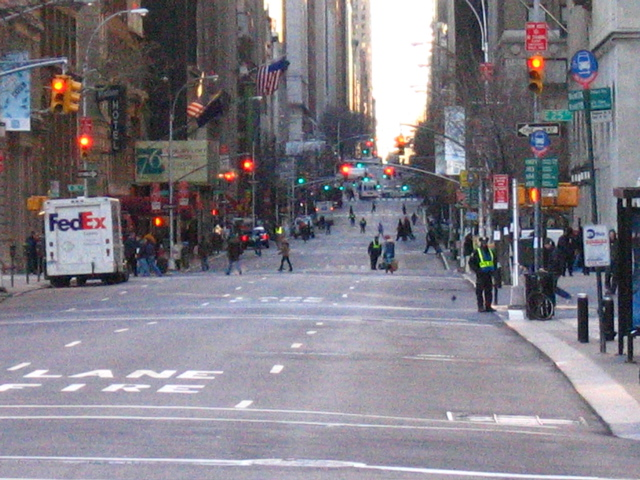
Madison Avenue
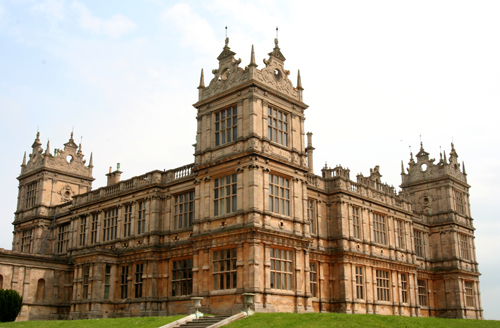
Mentmore Towers (Dům Rothschildů)
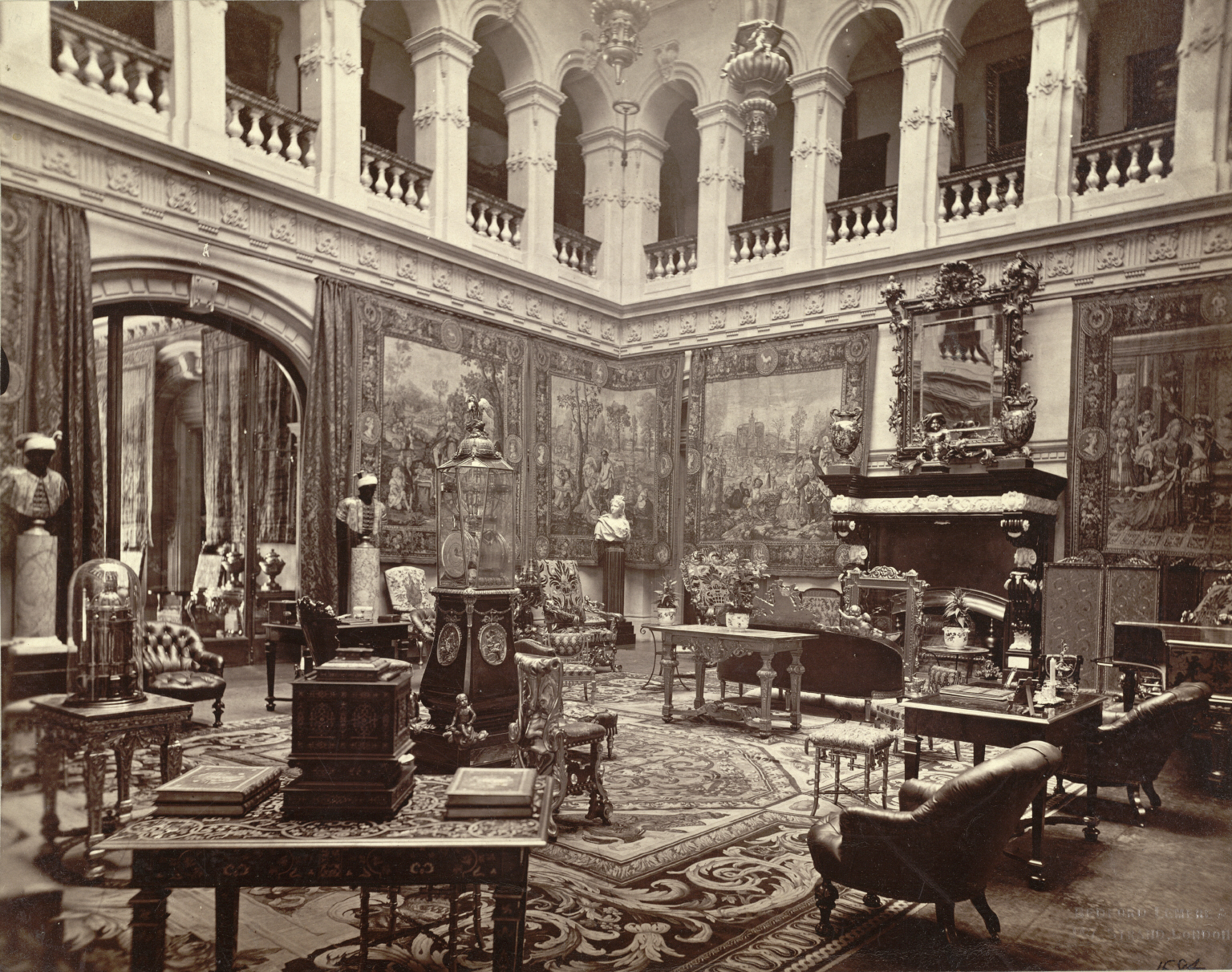
Mentmore Towers (Dům Rothschildů), Velká hala
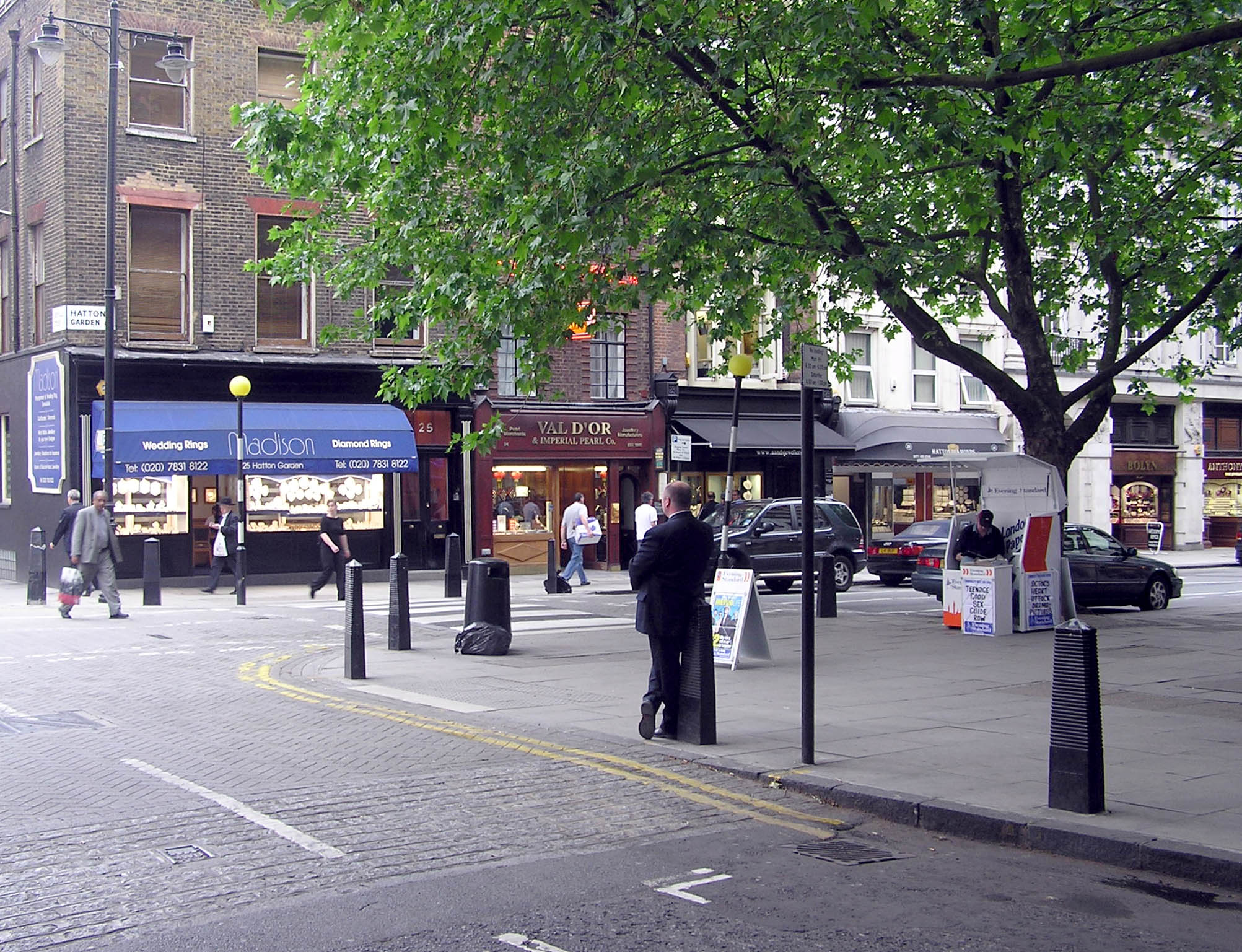
Hatton Garden
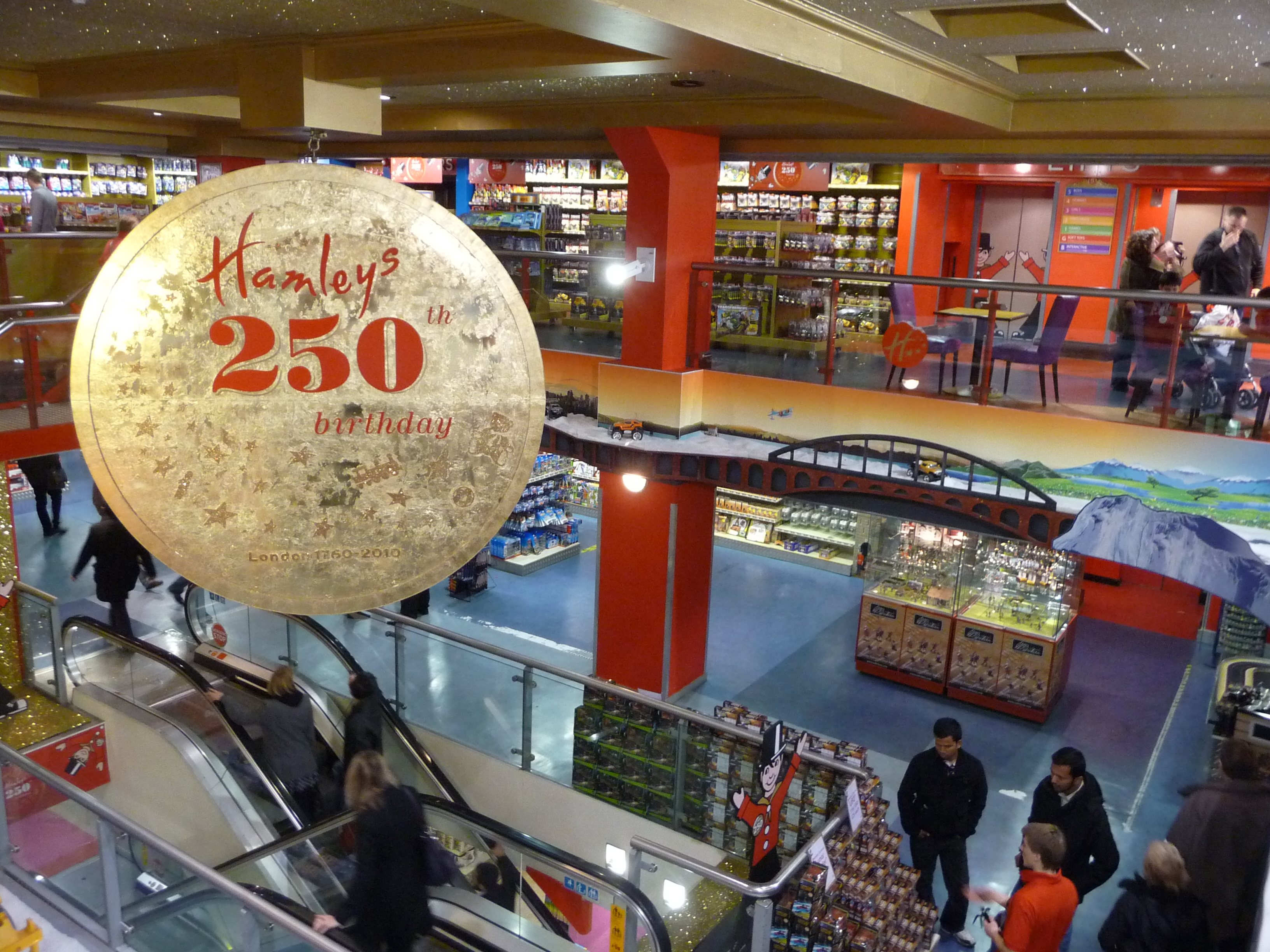
Hamleys

## Filmová hudba

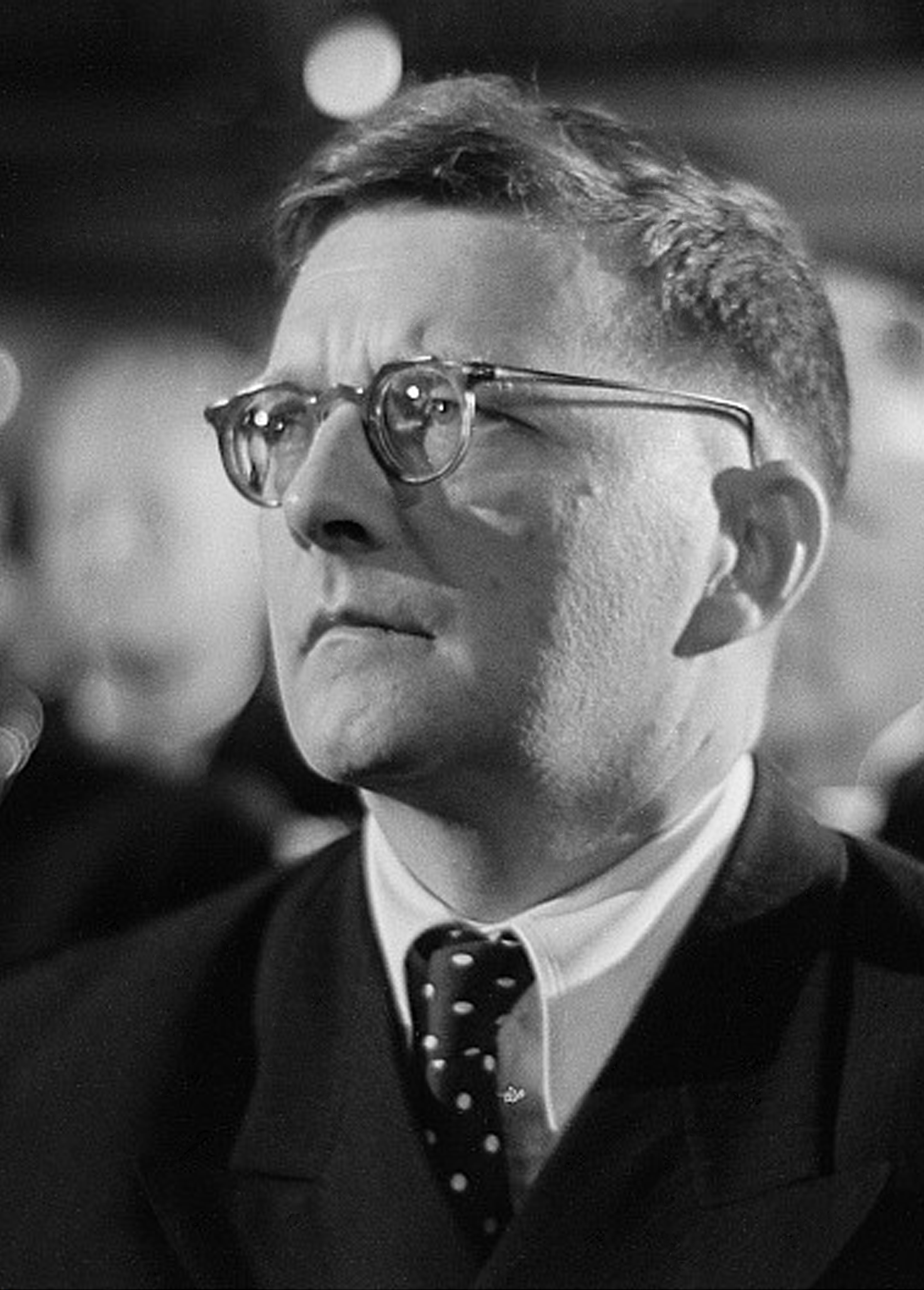
Dmitrij Šostakovič (1906–1975)

### Žánr

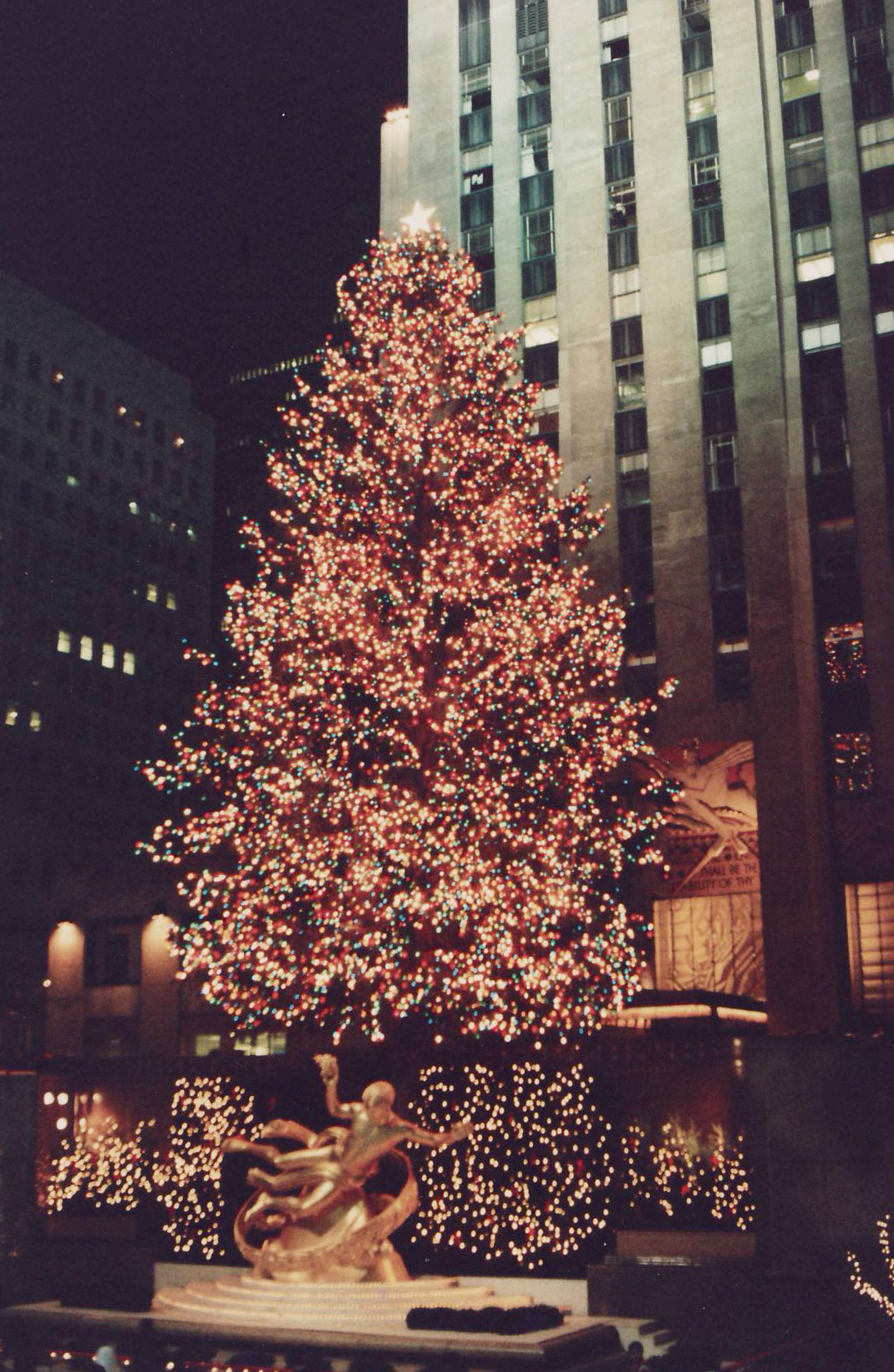
Vánoce v New Yorku (Rockefeller Center)

### Vánoce

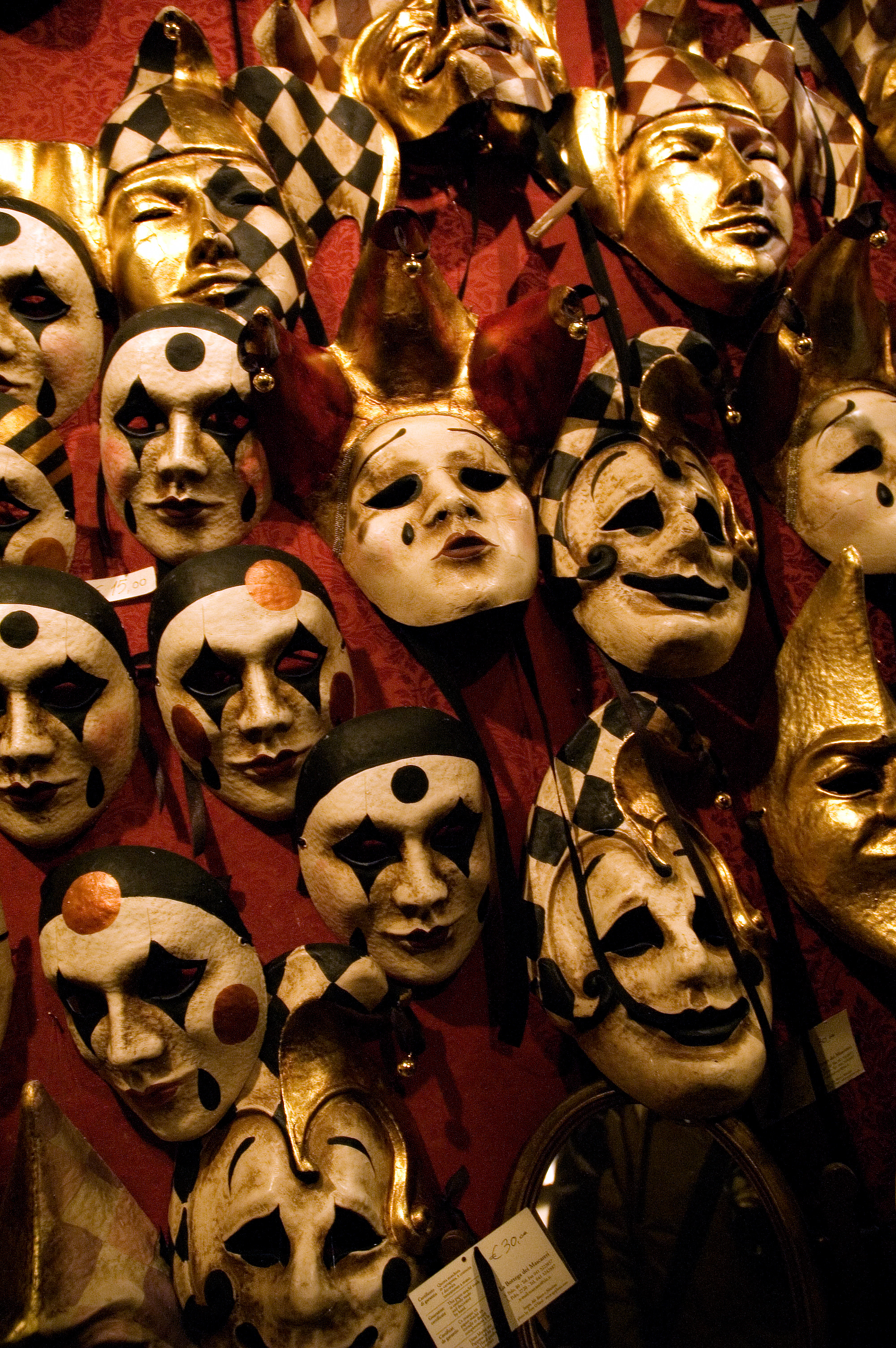
Benátské masky